# Seeiso da Basutolândia
Simon Seeiso Griffith (1905 - 26 dezembro 1940) foi o chefe supremo da Basutolândia a partir de julho de 1939 até sua morte. 
Ele foi pai de Moshoeshoe II do Lesoto e avô do atual rei, Letsie III do Lesoto. 